# 白鼓钉
白鼓钉（学名：Polycarpaea corymbosa）是石竹科白鼓钉属的植物。分布于热带至亚热带、台湾岛以及中国大陆的江西、广西、云南、安徽、海南、福建、广东等地，生长于海拔210米至1,150米的地区，一般生长在山坡沙地草丛中及水边沙滩湿地上，目前尚未由人工引种栽培。

## 别名
百花草（广东） 满天星草（海南）

## 外部連結
- 聲色草 Sheng Se Cao （页面存档备份，存于） 中藥標本數據庫 (香港浸會大學中醫藥學院) （繁體中文）（英文）